# Première circonscription de Dunkerque
La première circonscription de Dunkerque était une circonscription législative française que comptait le département du Nord sous la  Troisième République .

## Description géographique et démographique
La première circonscription de Dunkerque était située à la périphérie de l'agglomération dunkerquoise. Située entre la Belgique et le Pas-de-Calais, la circonscription est centrée autour de la ville de Dunkerque. 
Elle regroupait les divisions administratives suivantes : canton de Dunkerque-Est ; canton de Dunkerque-Ouest et le canton de Gravelines.

## La circonscription de 1876 à 1885

### Historique des députations
| Législature     | Début de mandat | Fin de mandat   | Député élu             | Parti politique     | Observations                                          |
| --------------- | --------------- | --------------- | ---------------------- | ------------------- | ----------------------------------------------------- |
| 1re législature | 20 février 1876 | 20 juin 1877    | Jean-Baptiste Trystram | Gauche républicaine |                                                       |
| 2e législature  | 14 octobre 1877 | 7 juillet 1878  | Frédéric d'Arras       | Union des Droites   | Invalidations réclamées et prononcées par la majorité |
| 2e législature  | 7 juillet 1878  | 27 octobre 1881 | Jean-Baptiste Trystram | Gauche républicaine |                                                       |
| 3e législature  | 21 août 1881    | 9 novembre 1885 | Jean-Baptiste Trystram | Gauche républicaine |                                                       |

## La circonscription de 1889 à 1919

### Historique des députations
| Législature     | Début de mandat   | Fin de mandat   | Député élu              | Parti politique            | Observations                                 |
| --------------- | ----------------- | --------------- | ----------------------- | -------------------------- | -------------------------------------------- |
| 5e législature  | 22 septembre 1889 | 14 octobre 1893 | Charles Lalou           | Boulangiste                |                                              |
| 6e législature  | 3 septembre 1893  | 3 octobre 1896  | Henri Iung              | Républicains progressistes | décès du député Henri Iung le 3 octobre 1896 |
| 6e législature  | 13 décembre 1896  | 31 mai 1898     | Florent Guillain        | Progressistes              |                                              |
| 7e législature  | 8 mai 1898        | 31 mai 1902     | Florent Guillain        | Progressistes              |                                              |
| 8e législature  | 27 avril 1902     | 31 mai 1906     | Florent Guillain        | Républicains progressistes |                                              |
| 9e législature  | 6 mai 1906        | 31 mai 1910     | Florent Guillain        | Progressistes              |                                              |
| 10e législature | 24 avril 1910     | 31 mai 1914     | Alfred Dumont           | Action libérale            |                                              |
| 11e législature | 10 mai 1914       | 7 décembre 1919 | Adolphe-Édouard Défossé | Radical-socialiste         |                                              |

## La circonscription de 1928 à 1940

### Historique des députations
| Législature     | Début de mandat  | Fin de mandat     | Député élu       | Parti politique        | Observations                                          |
| --------------- | ---------------- | ----------------- | ---------------- | ---------------------- | ----------------------------------------------------- |
| 14e législature | 29 avril 1928    | 13 août 1928      | Félix Coquelle   | URD                    | Décès du député Félix Coquelle le 13 août 1928        |
| 14e législature | 11 novembre 1928 | 31 mai 1932       | Maurice Vincent  | Républicains de gauche |                                                       |
| 15e législature | 8 mai 1932       | 31 mai 1936       | Maurice Vincent  | Républicains de gauche |                                                       |
| 16e législature | 3 mai 1936       | 21 septembre 1939 | Charles Valentin | SFIO                   | Décès du député Charles Valentin le 21 septembre 1939 |